# Crucoli
Crucoli – miejscowość i gmina we Włoszech, w regionie Kalabria, w prowincji Crotone.
Według danych na rok 2004 gminę zamieszkiwało 3345 osób, 68,3 os./km².